# Monika Pyrek
Monika Zofia Pyrek-Rokita (Gdynia, 11 agosto 1980) è un'astista polacca.

## Palmarès
| Anno | Manifestazione    | Sede              | Evento           | Risultato | Prestazione | Note                                     |
| ---- | ----------------- | ----------------- | ---------------- | --------- | ----------- | ---------------------------------------- |
| 1997 | Europei juniores  | Lubiana           | Salto con l'asta | 10ª       | 3,80 m      |                                          |
| 1998 | Mondiali juniores | Annecy            | Salto con l'asta | Argento   | 4,10 m      |                                          |
| 1998 | Europei           | Budapest          | Salto con l'asta | 7ª        | 4,15 m      | =                                        |
| 1999 | Mondiali indoor   | Maebashi          | Salto con l'asta | 11ª       | 4,20 m      |                                          |
| 1999 | Europei juniores  | Riga              | Salto con l'asta | 4ª        | 4,10 m      |                                          |
| 2000 | Europei indoor    | Gand              | Salto con l'asta | 9ª        | 4,20 m      | Miglior prestazione personale stagionale |
| 2000 | Giochi olimpici   | Sydney            | Salto con l'asta | 7ª        | 4,40 m      | Record nazionale                         |
| 2001 | Europei under 23  | Amsterdam         | Salto con l'asta | Oro       | 4,40 m      | Record dei Giochi                        |
| 2001 | Mondiali          | Edmonton          | Salto con l'asta | Bronzo    | 4,55 m      |                                          |
| 2002 | Europei indoor    | Vienna            | Salto con l'asta | Bronzo    | 4,60 m      | Record nazionale                         |
| 2002 | Europei           | Monaco di Baviera | Salto con l'asta | 13ª       | 4,30 m      |                                          |
| 2003 | Mondiali indoor   | Birmingham        | Salto con l'asta | Bronzo    | 4,45 m      |                                          |
| 2003 | Mondiali          | Parigi            | Salto con l'asta | 4ª        | 4,55 m      |                                          |
| 2004 | Mondiali indoor   | Budapest          | Salto con l'asta | 5ª        | 4,50 m      |                                          |
| 2004 | Giochi olimpici   | Atene             | Salto con l'asta | 4ª        | 4,55 m      |                                          |
| 2005 | Europei indoor    | Madrid            | Salto con l'asta | Bronzo    | 4,70 m      | Miglior prestazione personale            |
| 2005 | Mondiali          | Helsinki          | Salto con l'asta | Argento   | 4,60 m      |                                          |
| 2006 | Mondiali indoor   | Mosca             | Salto con l'asta | 4ª        | 4,65 m      |                                          |
| 2006 | Europei           | Göteborg          | Salto con l'asta | Argento   | 4,65 m      |                                          |
| 2007 | Mondiali          | Osaka             | Salto con l'asta | 4ª        | 4,75 m      | =                                        |
| 2008 | Mondiali indoor   | Valencia          | Salto con l'asta | Bronzo    | 4,70 m      |                                          |
| 2008 | Giochi olimpici   | Pechino           | Salto con l'asta | 5ª        | 4,70 m      |                                          |
| 2009 | Mondiali          | Berlino           | Salto con l'asta | Argento   | 4,65 m      |                                          |
| 2011 | Mondiali          | Taegu             | Salto con l'asta | 10ª       | 4,50 m      |                                          |
| 2012 | Europei           | Helsinki          | Salto con l'asta | 13ª       | 4,35 m      |                                          |
| 2012 | Giochi olimpici   | Londra            | Salto con l'asta | 15ª       | 4,40 m      |                                          |